# Barbula wrightii
Barbula wrightii là một loài Rêu trong họ Pottiaceae. Loài này được Sauerb. mô tả khoa học đầu tiên năm 1880.